# The Montreal Herald

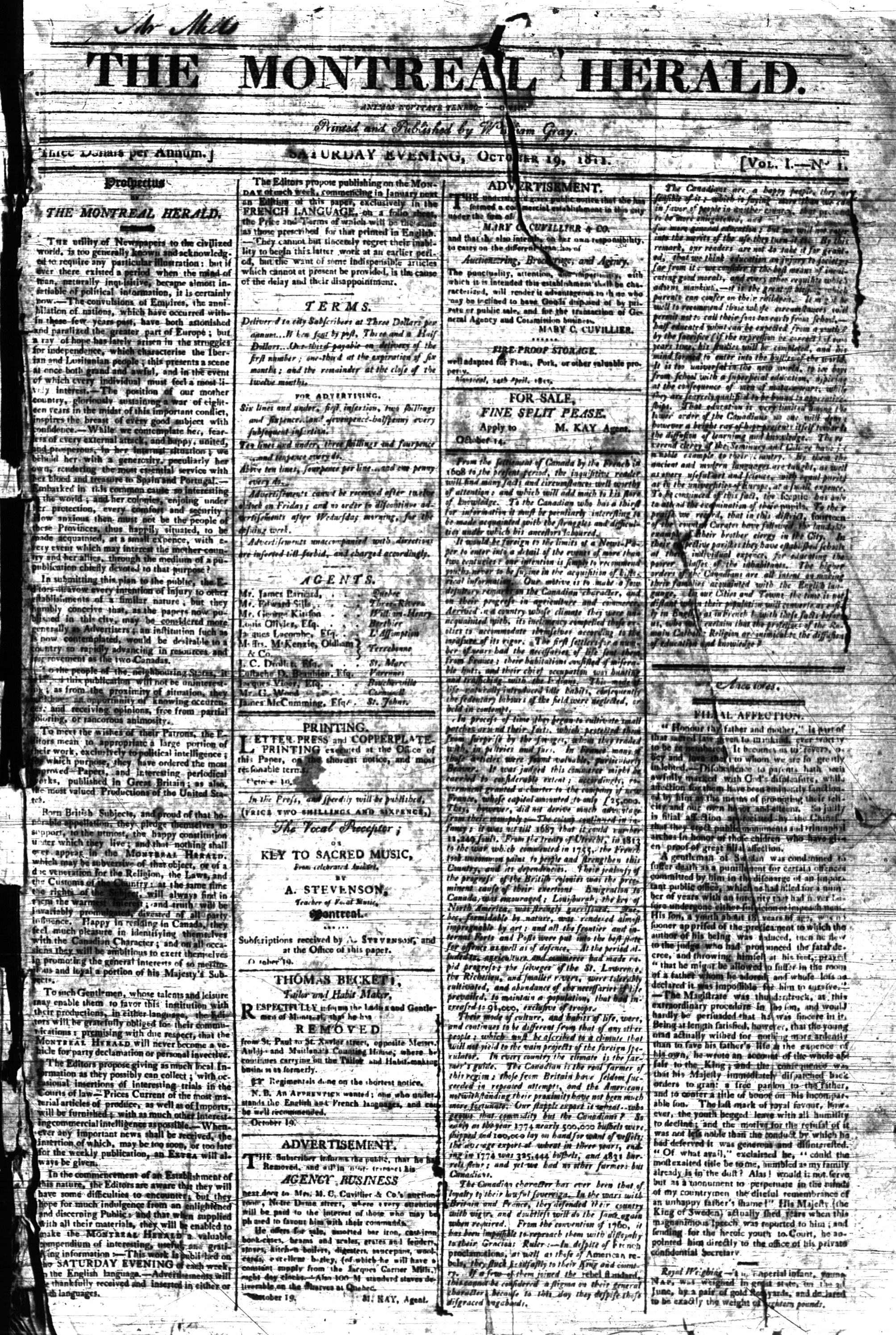
The Montreal Herald, première édition, le 19 octobre 1811.

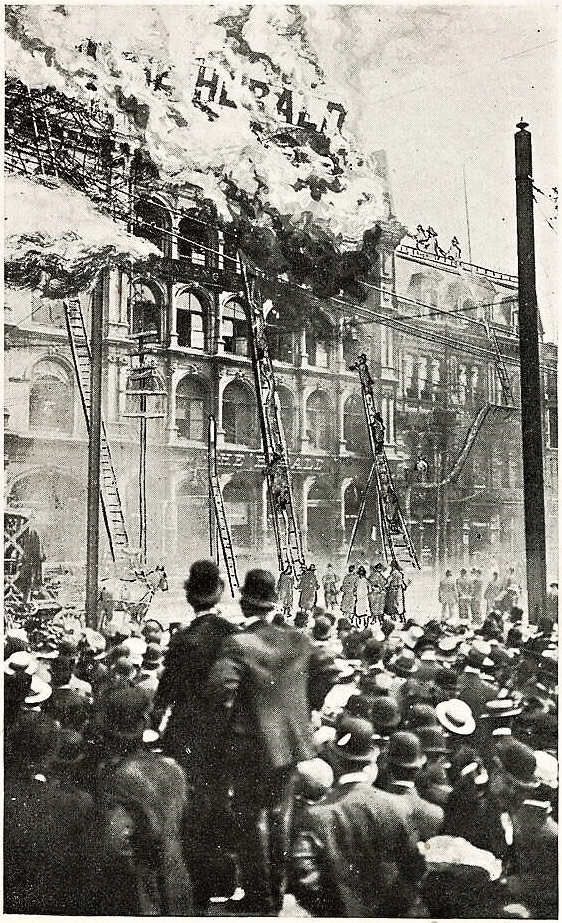
L'incendie du 13 juin 1910

The Montreal Herald était un périodique anglophone de Montréal. Il fut fondé en 1811 par William Gray et son dernier numéro parut le 18 octobre 1957.

## Histoire
William Gray, écossais, né à Huntley dans l'Aberdeenshire le 12 août 1789, vint au Canada en juin 1811. Il s'installa à Montréal et démarra les préparatifs pour publier un journal. Le premier numéro parait le samedi 19 octobre 1811. Il avait alors 4 pages et était une publication hebdomadaire. Il était imprimé sur du papier importé d'Aberdeen, jusqu'en 1816, puis pour un certain temps, de Glasgow. Le bureau du journal était alors situé dans une petite rue qui a été absorbée lors de l'agrandissement du Marché Bonsecours. En 1814, il a déménagé sur la rue Saint-Paul près de la rue Saint-François-Xavier. Le capital investi par William Gray au début dans l'entreprise était d'environ £ 600, mais il racheta rapidement toutes les obligations créée en fondant le journal, et dans une lettre datée du 4 janvier 1813, il affirme que toutes ses dettes ont été payées. La dernière dette était un montant de £ 100, remis à William Strachan, de Toronto, qui devint par la suite un évêque anglican. Lui et Gray étaient des amis intimes depuis leur enfance à Aberdeen. Lors de la guerre anglo-américaine de 1812, le journal prend position en faveur du torysme et nie à des loyalistes américains le droit d'émigrer en sol canadien.
Le journal se relocalise par la suite dans l'édifice Albert, au coin sud-ouest des rues McGill et Saint-Jacques, devant le Square Victoria.  Le 13 juin 1910, l'effondrement du réservoir d'eau suivi d'un incendie cause le décès de 32 employés,.
En 1913, le journal se fait construire un immeuble de sept étages au 455, rue Saint-Antoine Ouest. 

### Changements de nom
On retrouve le journal sous différentes appellations au cours de son histoire:
- Montreal Herald
- Montreal Daily Herald
- Montreal herald and daily commercial gazette
- The Herald

## Description
Sur une fiche du catalogue Iris de Bibliothèque et Archives nationales du Québec, on peut lire :
- Numérotation : 92nd year, no. 273 (Nov. 20, 1899) - 103rd year, no. 84 (Jan. 27, 1914)
- Éditeur : Montréal : The Herald Publishing Company, 1899-1914
- Description : 59 cm
- Fréquence : Quotidien (sauf le dimanche)
- Liaison : Fait suite à: The Herald (Montréal, Québec: 1896)
- Liaison : Fusionné avec: The Daily telegraph, et devient: The Montreal herald and The daily telegraph